# Altenmuhr

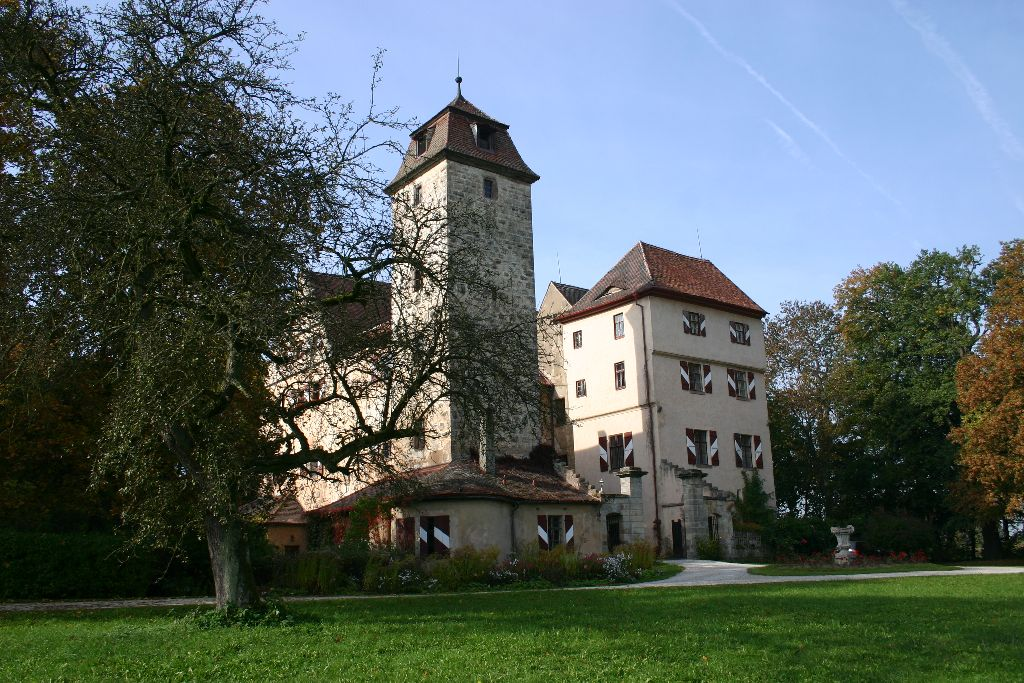
Altenmuhrer Schloss

Altenmuhr ist eine Gemarkung und ein Wohnstättenname sowie ehemaliger Gemeindeteil der Gemeinde Muhr am See im Landkreis Weißenburg-Gunzenhausen (Mittelfranken, Bayern). Die Gemarkung Altenmuhr hat eine Fläche von 8,174 km². Sie ist in 1325 Flurstücke aufgeteilt, die eine durchschnittliche Fläche von 6168,92 m² haben. In ihr liegen neben dem namensgebenden Ort die Gemeindeteile Forsthaus und Wehlenberg.

## Lage
Der ehemals baulich eigenständige Ort ist heute mit anderen Orten zu Muhr am See verwachsen. Dabei ist Altenmuhr der westliche Teil. Den nordöstlichen Rand bildet in etwa die Bahnstrecke Treuchtlingen–Würzburg, im Osten die St. Jakobus-Kirche am Rand von Neuenmuhr.

## Geschichte
Altenmuhr zählt zu den ältesten Siedlungen im Altmühltal und wurde 888 erstmals urkundlich erwähnt. Wohl schon im 15. Jahrhundert war der Ort zum Schutz vor Feinden mit einem Wassergraben und Palisaden umgeben. Dieser Schutzringwall soll erst im 19. Jahrhundert eingeebnet worden sein.
1551 wurde das Torhaus erwähnt. Es war Teil der damaligen Ortsbefestigung. Weitere Bauwerke in Altenmuhr sind die evangelisch-lutherische St.-Johannis-Kirche aus dem 13. Jahrhundert, das Schloss Altenmuhr aus dem 12. Jahrhundert und die römisch-katholische St.-Walburgis-Kirche.
In einem Bogen der Altmühl lag das abgegangene Schloss Mittelmuhr, das bereits seit 600 von den Herren von Muhr bewohnt wurde. Das neuere Schloss Altenmuhr wurde ebenfalls von den Herren von Muhr bewohnt.
Zur ehemaligen Gemeinde Altenmuhr gehörten der Ort Stadeln, der Weiler Wehlenberg, die Einöde Forsthaus und die 1977 abgegangene Nesselmühle. Im Zuge der Gemeindegebietsreform wurden 1976 alle in die Gemeinde Muhr am See eingegliedert.

## Bürgermeister
- 1945–1966: Johann Horn
- 1966–1975: Johann Löffler[5]